# Večer domoljubne poezije
Večer domoljubne poezije je hrvatska pjesnička manifestacija. Održava se u Jesenicama kod Dugog Rata.
Održavaju se svake godine počevši od 2010. godine. Do 2015. godine održavale su se na kamenoj pozornici Zemunika Dvora, staro selo Zeljovići, a počevši s 2015. godinom Festival jeseničke poezije seli na vanjsku pozornicu obnovljenog Doma kulture – Blagajna.
Za sudjelovanje na toj večeri poezije, raspisuje se natječaj koji se pošalje na razne adrese. Na natječaju su mogli sudjelovati svi hrvatski pjesnici iz zemlje i inozemstva, koji dostave dvije domoljubne pjesme. Pristigle radove pregledava posebni ocjenjivački sud koji izabire tekstove koji su zadovoljili estetski i vrijednosni kriterij, a izabrani radovi bit će tiskani u posebnom zborniku.

## Tematski naslovi
- 2010.:
- 2011.:
- 2012.: "Na zapovijed generale"
- 2013.:
- 2014.: "Našoj bojni mučenika na nebesima"
- 2015.: "Rasplamsaj oluju u pjesmi i srcu"[2]

## Sudionici
- 2010.:
- 2011.:
- 2012.:
- 2013.:
- 2014.: Voditelj: Mladen Vuković. Umjetnički voditelj: Mate Buljubašić. Organizator: Udruga "Jesenice“. Domaćini programa Tinka i Tomislav Zemunik.[3]
- 2015.: Ivica Šušić, Dragica Zeljko-Selak, Anita Martinac, Stipan Medvidović, Danica Bartulović, Nevenka Kvačević, Julija Stapić, Đurđica Tičinović, Siniša Filip-Novak, Mate Karađa, Anđelka Korčulani, Petar-Frane Bašić, Ivan Patrlj, Branka Mlinar, Ivan Šarolić i Snježana Martinović. Izbornik Večeri domoljubne poezije je Mate Buljubašić, a voditelj Mladen Vuković.[2]

## Nagrade
Ocjenjivački sud izabire tri najbolja rada kojima dodjeljuje nagradu, te dodjeljuje pet pohvala za kvalitetu izvedbe. Dobitnik prve nagrade po tradiciji dobiva nagradu Gunga.